# NGC 5931
NGC 5931 est une très vaste et lointaine galaxie lenticulaire située dans la constellation du Serpent. Sa vitesse par rapport au fond diffus cosmologique est de 13 245 ± 11 km/s, ce qui correspond à une distance de Hubble de 195 ± 14 Mpc (∼636 millions d'al). NGC 5931 a été découverte par l'astronome américain Lewis Swift en 1887.
À ce jour, une mesure non basée sur le décalage vers le rouge (redshift) donne une distance d'environ 220,000 Mpc (∼718 millions d'al). Cette valeur est à l'extérieur des valeurs de la distance de Hubble, mais compatible avec celles-ci. Notons cependant que c'est avec la valeur moyenne des mesures indépendantes, lorsqu'elles existent, que la base de données NASA/IPAC calcule le diamètre d'une galaxie et qu'en conséquence le diamètre de NGC 5931 pourrait être d'environ 90,8 kpc (∼296 000 al) si on utilisait la distance de Hubble pour le calculer.